# هربرت يوليوس غانز
هربرت يوليوس غانز (بالإنجليزية: Herbert J. Gans؛ بالألمانية: Herbert J. Gans) هو عالم اجتماع وأستاذ جامعي أمريكي وألماني، ولد في 7 مايو 1927 في كولونيا في ألمانيا.